# Vella assimilis
Vella assimilis är en insektsart som först beskrevs av Banks 1908.  Vella assimilis ingår i släktet Vella och familjen myrlejonsländor. Inga underarter finns listade i Catalogue of Life.